# استانیسلاو آنگلوف
استانیسلاو آنگلوف (بلغاری: Станислав Ангелов؛ زادهٔ ۱۲ آوریل ۱۹۷۸) بازیکن فوتبال اهل بلغارستان است.
از باشگاه‌هایی که در آن بازی کرده است می‌توان به باشگاه فوتبال آنورتوسیس فاماگوستا، باشگاه فوتبال انرژی کوتبوس، باشگاه فوتبال لفسکی صوفیه، باشگاه فوتبال استوا بخارست، و باشگاه فوتبال زسکا صوفیه اشاره کرد.
وی همچنین در تیم ملی فوتبال بلغارستان بازی کرده است.